# Gara West Hampstead Thameslink
West Hampstead Thameslink este o gară în sistemul feroviar britanic, aflată pe Magistrala Midland și este deservită de Thameslink, ca parte a rutei Thameslink. Gara este în zona tarifară londoneză 2.

## Istoria

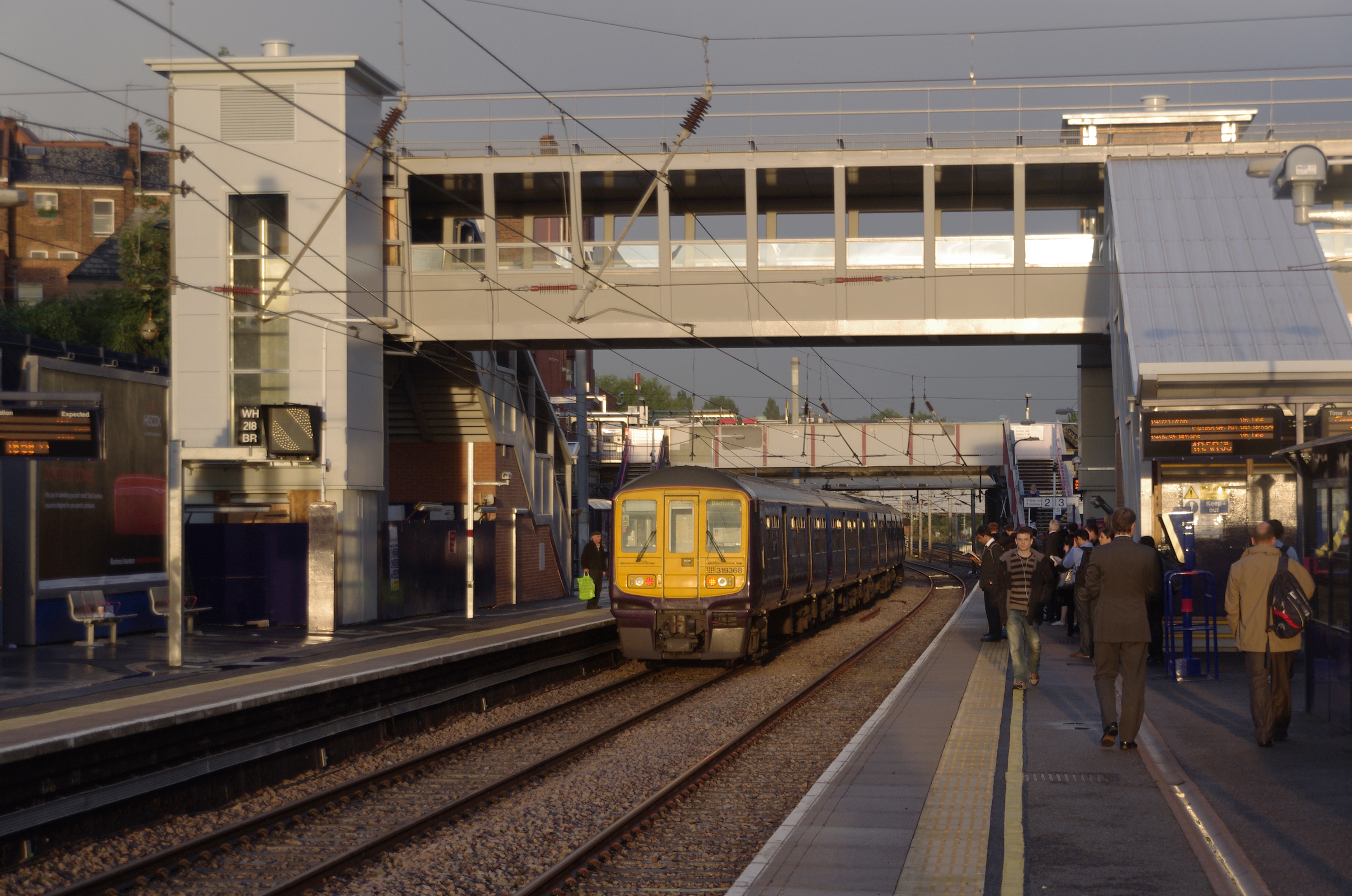
În prima Capital Connect UEM 319368 apeluri cu un Sutton Bucla de servicii.

Gara a fost construită de către Midland Railway în timpul expansiunii către St. Pancras, pentru a deservi zona nou dezvoltată din jurul satului din West End. A fost deschisă pe 1 martie 1871 și a fost inițial numită West End for Kilburn and Hampstead.
Gara a fost redenumită de mai multe ori: West End pe 1 iulie 1903; West End and Brondesbury pe 1 aprilie 1904; West Hampstead pe 1 septembrie 1905; West Hampstead Midland pe 25 septembrie 1950; și, în sfârșit, West Hampstead Thameslink pe 16 mai 1988. Această stație a fost populară timp de mai mulți ani pentru persoanele care doreau să petreacă o zi pe Hampstead Heath și pentru cei care vizitau izvoarele cu apă feruginoasă din Hampstead.
La sfârșitul anului 2007 a fost introdusă posibilitatea plății cu Oyster.

## Conexiuni
Autobuzele 139, 328 și C11 opresc la această gară.

## Servicii
Așa cum sugerează și numele, West Hampstead Thameslink se află pe ruta Thameslink operată de Govia Thameslink Railway. Gara este deservită non-stop, cu un tren la fiecare oră noaptea între Bedford și Threebridges. La orele de vârf, șase trenuri pe oră opresc aici, patru între Luton/St Albans și Sutton și două între Bedford și Brighton. La ore de vârf, unele trenuri din direcția Sevenoaks, Rochester și Ashford International opresc aici. În afara orelor de vârf, un tren pe oră pornește de aici spre Sevenoaks.
| Stația precedentă        | National Rail       | National Rail                      | National Rail | Stația următoare         |
| ------------------------ | ------------------- | ---------------------------------- | ------------- | ------------------------ |
| St Albans City           |                     | Thameslink Magistrala Midland      |               | St Pancras International |
| Cricklewood sau Terminus |                     | Thameslink                         |               | Kentish Town             |
|                          | Căi ferate istorice |                                    |               |                          |
| Cricklewood              |                     | Midland Railway Linia Dudding Hill |               | Finchley Road            |